# 贾立群
贾立群（1953年11月—），男，汉族，河北丰润人，中国肿瘤内科专家。现任首都医科大学附属北京儿童医院超声科名誉主任。中共十九大代表。